# Camogli

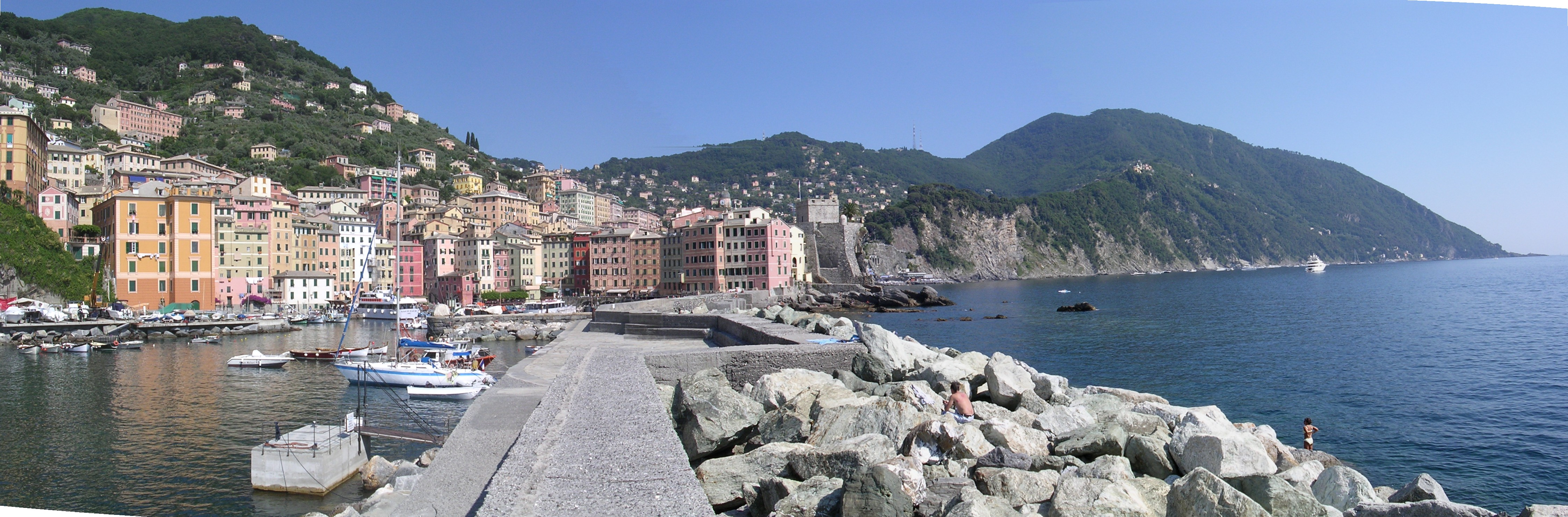
Panorama de Camogli.

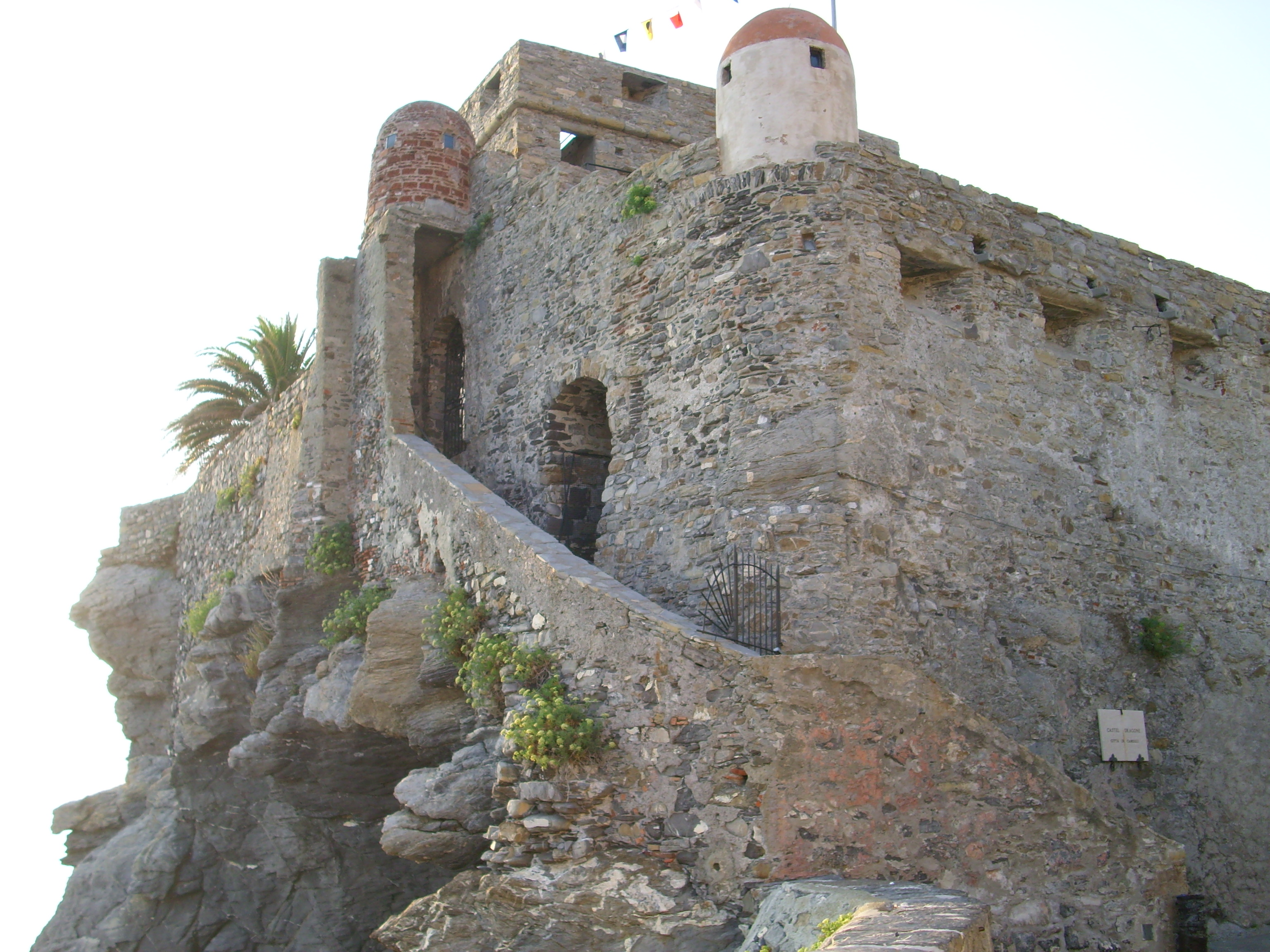
El castello della Dragonara.

Camogli (Camóggi en ligur) es un municipio italiano de 5.706 habitantes de la provincia de Génova (Liguria).

## Denominación
Típico pueblo marinero, centro turístico conocido por su pequeño puerto y por los palacios variopintos a lo largo de la ribera del mar. También se la llama la Città dei Mille Bianchi Velieri («La ciudad de los mil veleros blancos») o la Gemma del Golfo Paradiso («Gema del Golfo Paraíso»). Del territorio municipal forman parte las siguientes localidades: Portofino Vetta, Punta Chiappa, Ruta, San Fruttuoso, San Rocco, Mortola y Case Rosse.
Sus habitantes por tradición local son denominados comúnmente camoglini en virtud del antiguo gentilicio camogìn (pronúnciese camuyín) del dialecto camoglino de la lengua ligur. 
El nombre tiene un doble significado en italiano. La primera traducción, «casas muy juntas», es evidente cuando se pasea por las estrechas calles de la ciudad, que están pobladas con altas columnas de casas color pastel. el segundo significado, «casas de esposas», no es tan obvio; se refiere a las esposas de los marineros, capitanes y pescadores, que tradicionalmente pasaban el tiempo en casa mientras sus maridos estaban en la mar. 

## Lugares de interés
Destaca en este pueblo el llamado Castello della Dragonara, de origen medieval, erigido en el siglo XII. Allí se reunían los camoglieses para elegir a sus representantes o se retoraban en momentos de peligro, en el interior de sus muros. Fue asaltado y destruido por Gian Galeazzo Visconti y Nicolò Fieschi en 1366 y, después de reconstruido, también por el Ducado de Milán en 1438. En el siglo XVI fue habilitado como prisión. En los años setenta del siglo XX, después de décadas de abandono, el inmueble se recuperó para albergar un acuario, el acquario tirrenico. Cuando este acuario se cerró los peces y crustáceos del mismo se transfirieron al acuario de Génova.
El Museo Marino exhibe numerosas pinturas, barcos en botellas, modelos y barcos en sección, herramientas, sextantes, octantes, dos relojes de sol que datan de los siglos XVI y XVIII y documentos históricos. Hay una sala arqueológica.

## Evolución demográfica
| Gráfica de evolución demográfica de Camogli entre 1861 y 2001 |
|                                                               |
| Fuente ISTAT - elaboración gráfica de Wikipedia               |

## Ciudades hermanadas
Camogli está hermanada con:
- Tuningen, Alemania desde el 13 de junio de 1998.
- Carloforte, Italia desde 2004.
- Tristán de Acuña (colonia británica).[cita requerida]
- Valparaiso, Chile.